# سدم (جحانه)

تعديل مصدري - تعديل

سدم هي إحدى قرى مديرية جحانة التابعة لمحافظة صنعاء اليمنية، بلغ تعداد سكانها 924 حسب أحصائيات عام 2004.